# 신가동
신가동(新佳洞)은 광주광역시 광산구의 행정동이다. 법정동 신가동 일부, 신창동 일부로 구성된다. 법정동 신가동의 나머지는 운남동에 속한다.

## 연혁
- 1985. 10. 1 광산군 비아면 신가출장소 설치
- 1995. 1. 1 광주광역시 광산구 비아출장소 신가지소로 개칭
- 1997. 7. 1 광주광역시 광산구 신가동사무소 신설
- 2003. 6.30 신가·운남동사무소 분동
- 2009. 9. 1 신가·신창동주민센터 분동
- 2010. 9. 6 신가·수완동주민센터 분동

## 마을 유래
- 선창(船艙)
  - 진만읍 북쪽에 있는 마을이었다. 조선시대 밀양 손씨가 터를 잡은 뒤 지금까지 세거하고 있다. 마을 앞에 선창이 있어 붙은 지명이라는 설, 마을이 배 형국이어서 선창으로 불렀다는 설 등이 있다. 옛날에는 ‘배 밑바닥에 구멍을 뚫으면 안된다’는 속설에 따라 마을에 샘이 하나밖에 없었다. 샘은 ‘통시암’이라고 불렸으며, 마을 한 복판에 돛대 역할을 하는 솟대, 마을 어귀에는 울창한 방풍림이 있었다. 마을은 선창과 구선창으로 나뉘었는데, 구선창에는 풍영정을 건립한 김언거 집터와 창고가 있었다. 대체로 물 사정이 열악했고 마을 뒷산에 할아버지 당산인 소나무가, 마을 입구 모정 옆에는 할머니 당산인 버드나무가 있었으나 교회 목사에 의해 베어졌다고 한다. 주민들은 주로 농사를 지었는데, 1996년에는 3,000 가마의 벼를 판매한 적도 있었다. 택지개발에서 거주지는 제외되었으나 원룸, 상가 등으로 재건축이 이뤄지며 마을의 모습은 거의 사라졌다. 11통이 선창지역이다.
- 진만읍(陳萬邑)
  - 조선시대 상가촌, 하가촌이 한말 상가리, 하가리로 바뀌었다. 이후 진만읍으로 이름이 바뀌었는데, 마을에 처음 터를 잡고 살던 진만식의 ‘진’과 장차 만 호(戶) 이상의 큰 고을이 될 것이라는 의미의 ‘만’을 합쳐 진만읍이라고 불렀다는 설, 상하촌으로 길게 형성된 마을의 모습이 길(진)다고 하여 진만읍이라고 했다는 설, 진씨가 많이 살아서 진만읍이라고 했다는 설 등이 있다. 1580년 여양진씨 진만식이 입주 정착했으며 이어 경주 이씨 이원성이 들어왔다. 마을 동편에 ‘무네미고개’라는 재가 있었는데, 진만읍에서 윗마을 선창으로 물이 넘어갔다 하여 붙은 이름이라고 한다. 무네미고개는 진만초등학교 부근 2순환로에 있었다. 신가동 12~13통이 옛 진만읍 지역이다.
- 느랏터(느라터)
  - 신가동 휴먼시아아파트 인근이 옛 느랏터 또는 느라터 마을이다. 지금은 아파트가 들어서 옛 모습은 남아있지 않다. 금구동에서 거주하던 광산(鑛山) 종업원 일부가 정착하며 마을이 형성되었다고 한다. 진만읍에서 나누어진 마을로, 광산이 폐광된 이후 광산 종사자의 ‘놀이터’였다고 하여 ‘느랏터’라 불렀다. 당시 거주민들은 농업과 축산, 상업에 종사했다. 느랏터의 북동쪽에는 새로 터를 잡았다 하여 ‘새터’라고 불렸던 마을도 있었다. 새터는 원룸촌과 상가들로 바뀌었다.

## 주거

### 아파트
| 단지명                    | 건설사                    | 시행사         | 주소                    | 입주        | 비고                                   |
| ------------------------- | ------------------------- | -------------- | ----------------------- | ----------- | -------------------------------------- |
| 수등 리안                 | 중흥건설 남양건설         | 광주도시공사   | 광산구 수등로258번길 13 | 2002년 1월  | 분양전환 '신가도시공사'에서 단지명변경 |
| 신가주공                  | 중흥건설                  | 대한주택공사   | 광산구 수등로 204       | 2002년 10월 | 국민임대                               |
| 신가지구 우미이노스빌     | ㈜우미산업개발            | ㈜우미산업개발 | 광산구 수등로258번길 10 | 2002년 6월  |                                        |
| 신가지구 1차 호반리젠시빌 | 리젠시빌㈜                | 리젠시빌㈜     | 광산구 수등로 280       | 2002년 7월  |                                        |
| 신가지구 2차 호반리젠시빌 | 리젠시빌건설㈜            | 리젠시빌건설㈜ | 광산구 수등로 205       | 2001년 9월  |                                        |
| 신창지구 6차 호반베르디움 | 호반건설산업㈜            | 호반건설산업㈜ | 광산구 신창로35번길 80  | 2005년 11월 | 3, 5차는 신창동 소재                   |
| 신창부영 6차              | ㈜부영                    | ㈜부영         | 광산구 신창로35번길 20  | 2006년 11월 | 1~5차는 신창동 소재                    |
| 신창부영 7차              | ㈜부영                    | ㈜부영         | 광산구 신창로35번길 54  | 2006년 12월 | 1~5차는 신창동 소재                    |
| 모아엘가 더 수완          | ㈜혜림건설 모아건설산업㈜ | ㈜한듬         | 광산구 목련로381번길 27 | 2022년 4월  |                                        |

## 교육
- 신가초등학교 (휴교)
- 큰별초등학교
- 진만초등학교
- 풍영초등학교
- 선창초등학교
- 광주선광학교

## 유통
- 농협 광주농산물종합유통센터

## 병원
- 신가병원
- 광주센트럴병원